# Gemenele
Gemenele is een Roemeense gemeente in het district Brăila.
Gemenele telt 1848 inwoners.